# Ashantiriget
Ashantiriget var en historisk stat i Vestafrika i området, som omfatter det nuværende Ghana. Før den europæiske kolonialisering var Ashanti en betydelig statsdannelse, særlig i perioden 1570-1900. En af kongerigets vigtigste indtægtkilder og magtbaser var slavehandel. Ashantifolket fangede og solgte mennesker fra nabostammerne til europæiske slavehandlere frem til ca. 1830-40. Ashanti forbød slavehandel fra 1850'erne. Ashanti var en af de få afrikanske stater, som kunne yde modstand mod de europæiske kolonimagter/okkupanter. Storbritannien udkæmpede fire krige mod Ashanti mellem 1826 og 1896. I 1900 blev det sidste oprør slået ned.

## Historie

### Oprindelse
Aschantiernes sagn peger hen på en indvandring fra nordøst, det vil sige fra Sudan, og sandsynligvis skyldes denne bevægelse muslimske folks fremtrængen nord fra i det 16.-17. århundrede, for hvilken de hedenske afrikanere flygtede. I de store skove voksede disse flygtninge efterhånden op til at blive en stærk nation.

### Kampe med englænderne
I begyndelsen af det 19. århundrede angreb ashantierne fantierne, en stamme omkring Cape Coast og englændernes trofaste allierede; i flere krigstog blev fantierne undertvungne, og englænderne, der ikke kunne lade deres allierede i stikken, indlod sig noget overilet i en kamp med kong Tutu Kwamina, men led 1824 et fuldstændigt nederlag, og flere år hengik, inden de fik drevet ashantierne tilbage.
I lang tid havde riget nu ro under den fredelskende Kwaku Dua’s regering, der kun afbrødes af en kortvarig, temmelig blodløs krig 1863, men efter at Kofi Karakari 1867 var kommet på tronen, kom det snart atter til rivninger med englænderne, og 1873 udbrød der en heftig krig. Ashantierne faldt med en hær på omkring 30.000 mand ind i Fantilandet og truede kolonierne på kysten, og de havde i begyndelsen så meget held med sig, at englænderne så sig nødsaget til at hidkalde europæiske tropper under general Wolseley, hvem det endelig lykkedes at drive ashantierne tilbage over Prah og erobre Kumassi. Ved fredsslutningen 1874 måtte Karakari blandt andet forpligte sig til at afskaffe menneskeofringerne. Efter 1874 led landet meget under borgerkrig, indtil Prempeh blev konge 1888 med englændernes sanktion. Da han 1893 lukkede vejene for engelske handlende, forlangte englænderne, at landet skulle stilles under engelsk protektorat, og da kongen vægrede sig, blev der krig 1895. En engelsk ekspedition under oberst Scott rykkede ind i Ashanti og besatte den 18. januar 1896 Kumassi næsten uden sværdslag. Prempeh blev fanget og ført til Cape Coast Castle, og landet kom under britisk styrelse.

### Britisk protektorat
I 1900 udbrød der en alvorlig opstand, Kumassi blev belejret af de indfødte, og den britiske garnison måtte under store farer hugge sig igennem til kysten. Opstanden blev dog snart undertrykt, og 1901 blev landet officielt annekteret og givet en særskilt styrelse under kontrol af guvernøren over Guldkysten. Den engelske resident boede i Kumassi, de tidligere kongers hovedstad. Den engelske besiddelse i Øvre Guinea begrænsedes mod syd af det engelske Guldkysten, mod vest af det franske Elfenbenskysten, mod nord af det engelske såkaldte Guldkystens Nord-territorium og mod øst af det daværende Tysk Togoland, hvorfra den skiltes ved floden Volta. Arealet udgjorde omkring 27.500 km2 med i 1911 henved 287.814 indbyggere.

### Efter kolonitiden
Ashanti-protektoratet, kolonien Guldkysten, Britisk Togoland og Fante-folket blev i 1956 forenet i kolonien Guldkysten, som året efter blev en uafhængig stat med navnet Ghana.
Kongefamilien og kronen hyldes fortsat af ashantifolket, parallelt med de statslige myndigheder i Ghana.